# Амион
Амион (фр. Amions) насеље је и општина у источној Француској у региону Рона-Алпи, у департману Лоара која припада префектури Роан.
По подацима из 2011. године у општини је живело 290 становника, а густина насељености је износила 17,05 становника/km². Општина се простире на површини од 17,01 km². Налази се на средњој надморској висини од 470 метара (максималној 525 m, а минималној 359 m).

## Демографија
| 1962. | 1968. | 1975. | 1982. | 1990. | 1999. | 2011. |
| ----- | ----- | ----- | ----- | ----- | ----- | ----- |
| 300   | 336   | 319   | 289   | 241   | 238   | 290   |

График промене броја становника у току последњих година